# Macedonio Fernández
Macedonio Fernández (Buenos Aires, 1º giugno 1874 – Buenos Aires, 10 febbraio 1952) è stato un filosofo e poeta argentino.

## Biografia
Nel biennio 1891-1892, come studente universitario, pubblica ne El Progreso una serie di articoli di costume inclusi poi in Papeles antiguos. Diventa amico intimo di Jorge Borges (padre di Jorge Luis Borges), con cui condivide l'interesse per lo studio della psicologia e per la filosofia di Arthur Schopenhauer.
Nel 1897 si laurea in giurisprudenza all'Università di Buenos Aires. Pubblica articoli su La Montaña, quotidiano socialista diretto da Leopoldo Lugones e José Ingenieros. Macedonio fu amico personale di Juan B. Justo, con cui era in corrispondenza.
Nel 1898 diventa avvocato e l'anno seguente sposa Elena de Obieta, da cui ha quattro figli.
Nel 1904 pubblica alcuni poemi sulla rivista Martín Fierro.
Di formazione simbolista, entra nella vita letteraria col gruppo giovanile ed ultraista radunato intorno alla rivista Martín Fierro. È amico di Jorge Luis Borges che lo considera suo maestro.
La sua poesia è originale, densa e pensosa, con note di sottile umorismo. Muerte es beldad (1942) e Poemas (1953) contengono i suoi apporti più vivi e duraturi. In Italia, se si esclude una scelta di testi pubblicata da F. M. Ricci ("La materia del nulla", 1974) e il romanzo "Museo del romanzo della Eterna (Primo romanzo bello)", pubblicato da "Il Melangolo" (1992), la sua opera risulta inedita.
Le sue opere sono state tra le maggiori fonti di ispirazione per numerosi scrittori fra i quali il poeta di Saint Vincent e Grenadine, oggi residente in Italia, e l'italiano Mauro Corona.

## Opere principali
- No toda es vigilia la de los ojos abiertos; arreglo de papeles que dejó un personaje de novela creado por el arte, Deunamor el no existente caballero, el estudioso de su esperanza (1928)
- Una novela que comienza (1941)
- Muerte es beldad (1942)
- Papeles de Recienvenido. Continuación de la nada (1944)
- Poemas (1953)
- Museo de la novela de la eterna (1967)
- No toda es vigilia la de los ojos abiertos y otros escritos(1967)
- Cuadernos de todo y nada(1972)
- Manera de una psique sin cuerpo (1973)
- Obras completas (1974-1995)
- Adriana Buenos Aires : última novela mala (1974)
- Teorías (1974)
- Museo de la Novela de la Eterna; primera novela buena (1975)
- Relato : cuentos, poemas y misceláneas (1987)
- Poesías completas (1991)
- Todo y nada (1995)
- Textos selectos (1999)
- Macedonio : memorias errantes (1999)